# 기예르모 다니엘 로드리게스
기예르모 다니엘 로드리게스 페레스(스페인어: Guillermo Daniel Rodríguez Pérez, 1984년 3월 21일, ~ )는 현재 수드 아메리카에서 뛰는 우루과이의 축구 선수이다.

## 클럽 경력
로드리게스는 다누비오에서 선수 생활을 시작했다. 멕시코의 아틀라스, 프랑스의 랑스에 임대를 다녀온후, 2006년 아르헨티나 리그팀 인데펜디엔테에 입단했다.
2009년에 페냐롤에 입단하기 위해 우루과이로 돌아왔다.

### 토리노
2012년 8월 4일에 우루과이로의 복귀를 고심한후, 그는 토리노와 두 번의 연장 옵션이 포함된 1년 임시 계약을 맺었다. 그는 2012년 10월 21일에 팔레르모를 상대로 데뷔전을 치렀다.